# Nabada

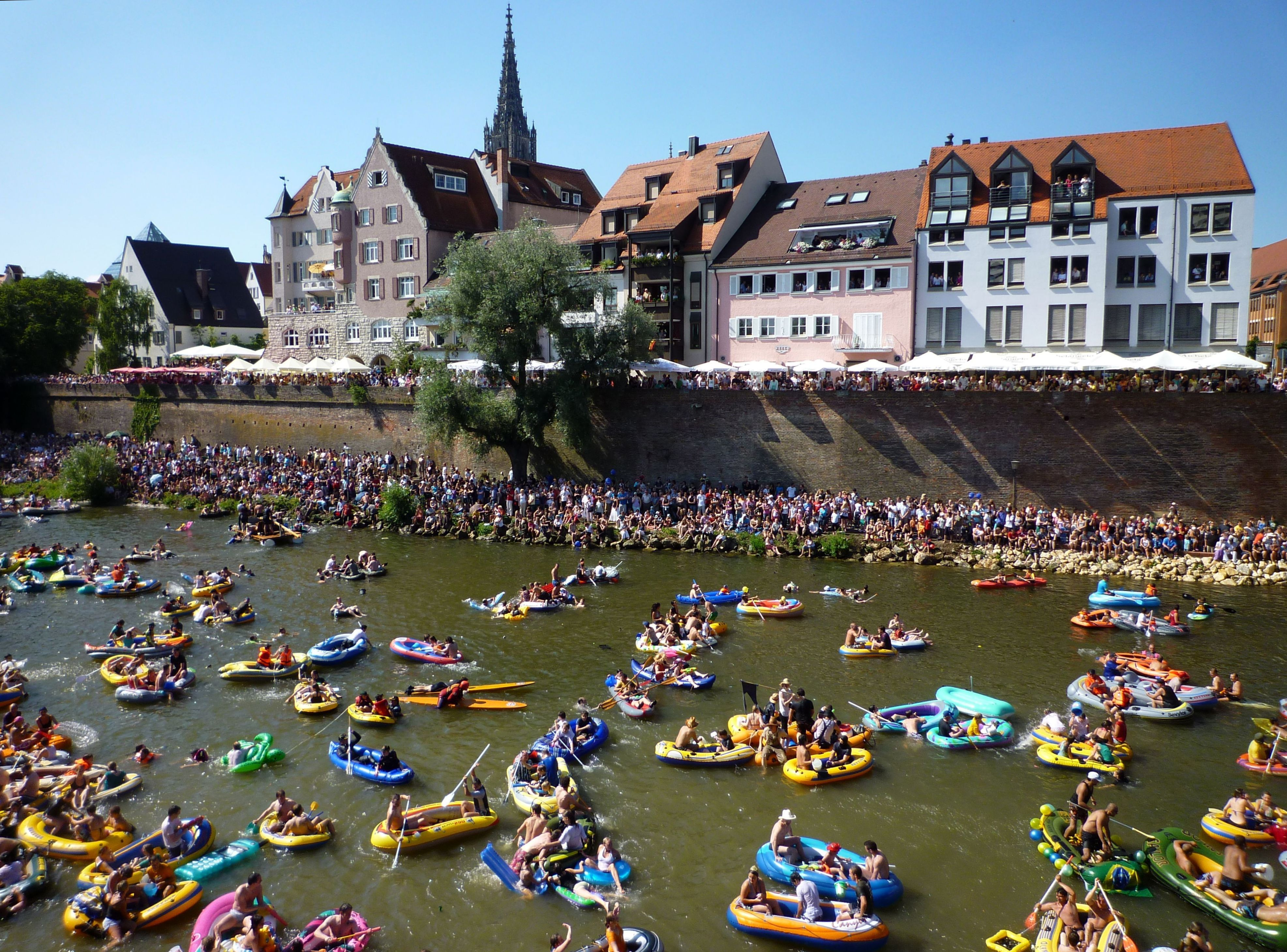
Nabada 2010 (vue de la rive de Neu-Ulm)

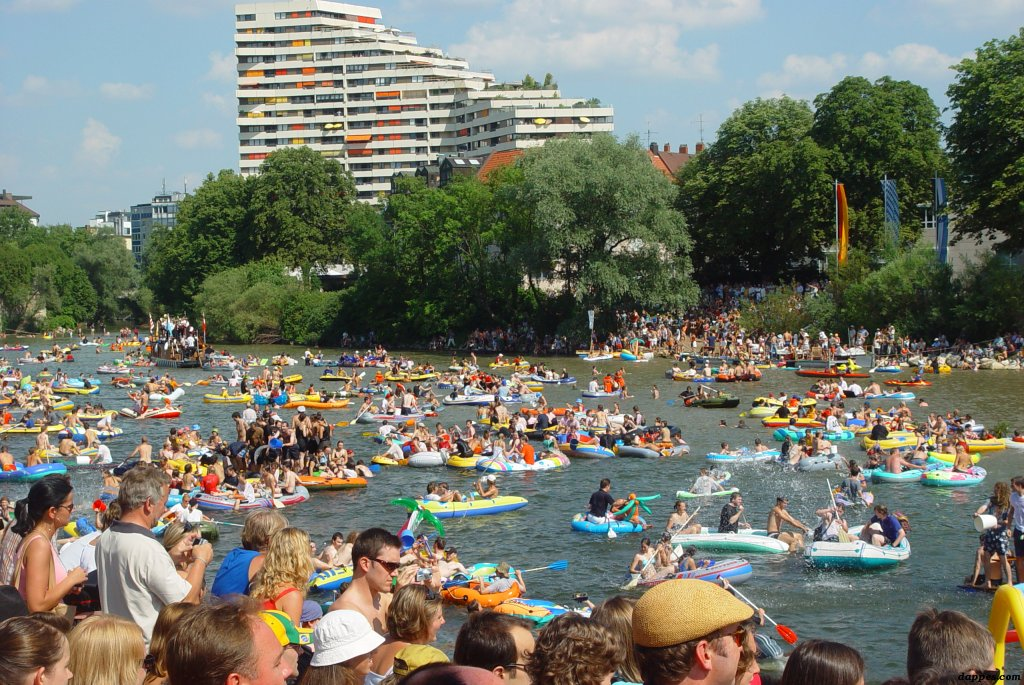
Nabada le 24 juillet 2006 (vue de la rive de Ulm)

Nabada (ˈnaːbaːdɜ, schwäbisch pour "Hinunterbaden") est un défilé traditionnel sur le Danube, à Ulm, en Allemagne. Il se tient chaque année l'après-midi du Schwörmontag, l'avant-dernier lundi de juillet. Il se fait sur différents types d'embarcations : bateaux gonflables, radeaux, bouées et embarcations en bois traditionnelles, appelées Zillen ou Ulmer Schachteln. 

## Origine
Dès 1800, les jeunes gens descendaient le Danube en nageant et emmenaient leurs vêtements dans des baquets. Lors de la kermesse, les fermiers descendaient également le Danube sur des planches en bois posées sur des Zillen, des embarcations traditionnelles en bois. Ils étaient alors poussés dans le fleuve par d'autres fermiers, en faisant tanguer l'embarcation. Le premier Nabada officiel a eu lieu en 1927. Les participants étaient d'abord uniquement des membres des associations organisatrices de l'évènement. À la fin des années 1960, le Nabada a été ouvert à tous les participants.

## Déroulement[2]

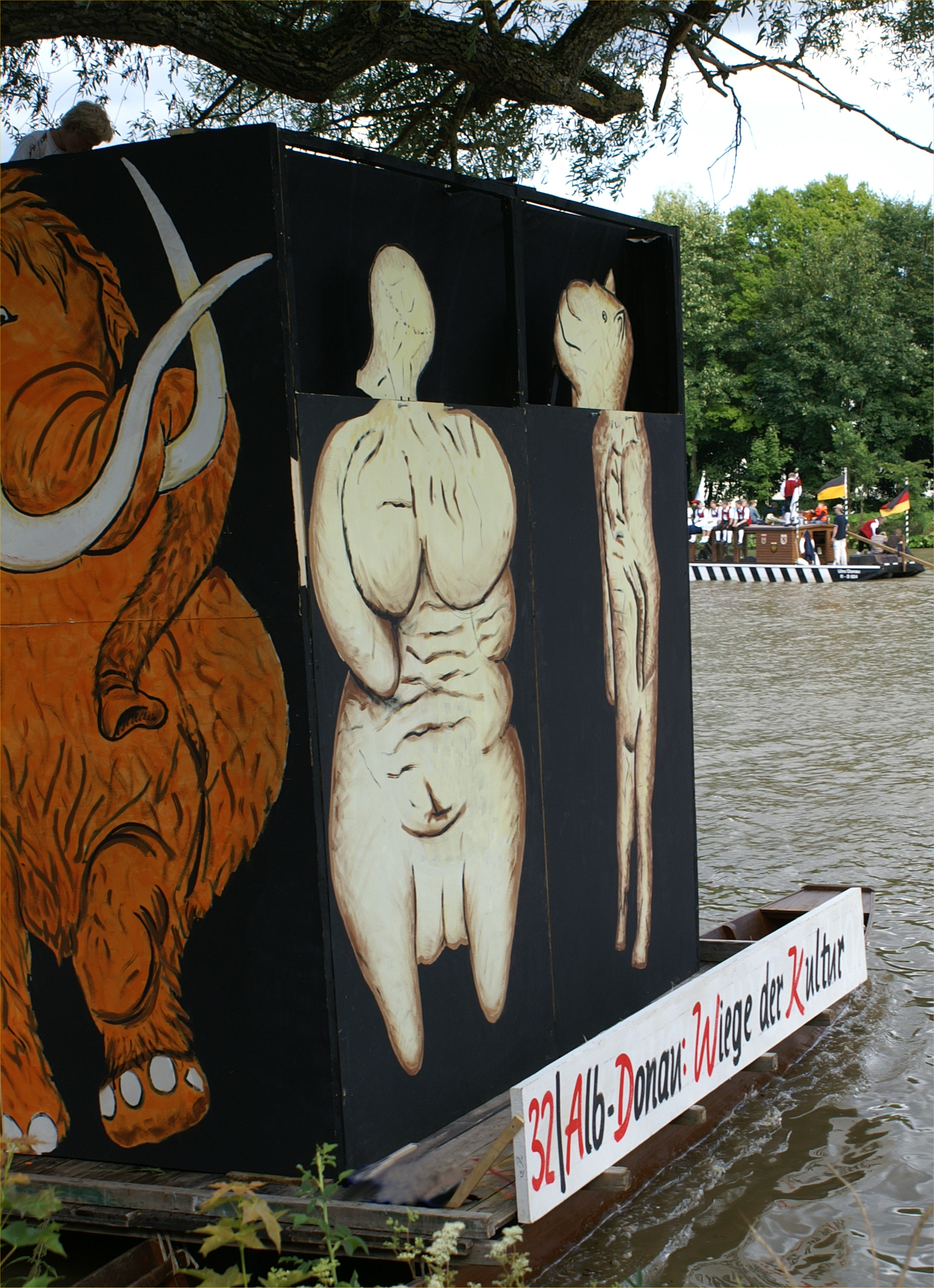
Alb-Danube: le berceau de la Culture. Les élèves du lycée Humboldt ont pris pour thème les Découvertes de Löwenmensch et Vénus du Creux de Rocher lors de Nabada 2009

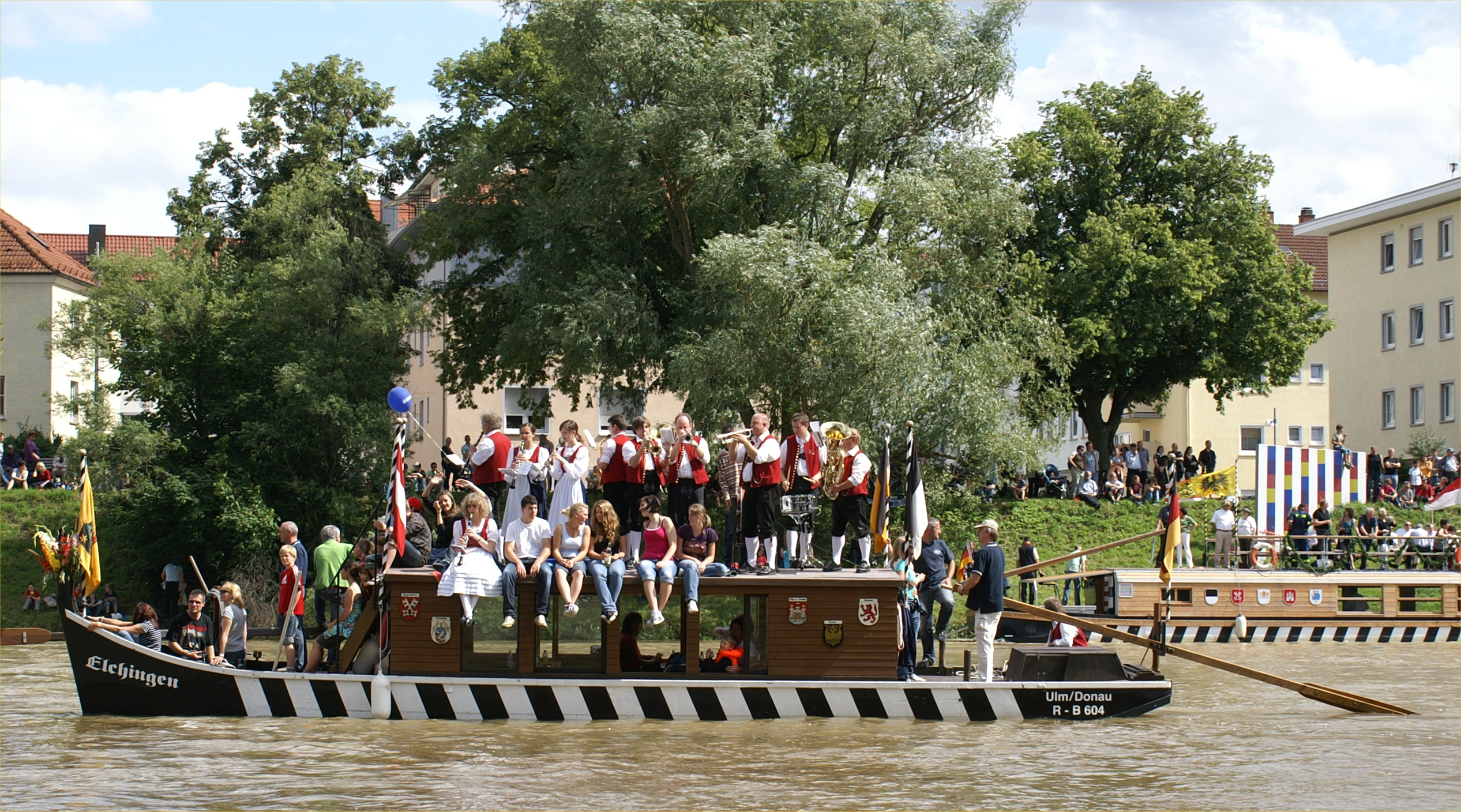
Embarcation traditionnelle Ulmer Schachtel "Elchingen" avec le Musikverein Oberelchingen

À partir de 16h, des milliers de participants se trouvent dans le Danube et sur leurs embarcations faites maison, s'aspergeant d'eau. Ils parcourent environ 7 km sur le Danube avant de ressortir de l'eau.
Il est interdit d'asperger les spectateurs sur les rives pour des raisons de politesse et de sécurité. Les spectateurs acclament les participants avec leur cri de guerre: "Ulmer Spatza, Wasserratza, hoi, hoi, hoi". Plusieurs groupes montent des radeaux à thème officiels durant la semaine précédant le Nabada, avec une surface d'environ 25 m². Chaque année, le meilleur radeau à thème est élu et gagne un prix. De nombreuses associations musicales descendent le Danube en jouant de la musique, contribuant ainsi à la bonne ambiance. Le spectacle dure environ 2-3 heures, en fonction de la météo et du niveau de l'eau. La fête continue ensuite dans les rues, bars, places et parcs d'Ulm et Neu-Ulm.
Si le Nabada doit être annulé, par exemple à cause d'une météo inadaptée, des paniers rouges sont accrochés sur la cathédrale d'Ulm. Le Nabada a été annulé le 21 juillet 2008 pour la première fois depuis 23 ans, pour cause de crue et donc de fort courant. Le reste des festivités a eu lieu comme d'habitude.

## Plus de traditions pendant le Schwörwochenende à Ulm
- Lichterserenade (Samedi)
- Joutes (les deux dimanches avant Schwörmontag; seulement tous les 4 ans)